# Lucius Aemilius Mamercinus (Konsul)
Lucius Aemilius Mamercinus war ein Politiker der Römischen Republik aus der gens Aemilia.
In der historischen Überlieferung werden ihm die folgenden Ämter zugeschrieben: Konsulartribun 377 v. Chr., Magister equitum 368 v. Chr., Konsul 366 und 363 v. Chr., Interrex 355 v. Chr., Magister equitum 352 v. Chr. Ob alle diese Ämter derselben Person zuzuschreiben sind oder nicht, ist in der Forschung umstritten.
Das Konsulat führte Aemilius Mamercinus 366 v. Chr. mit Lucius Sextius Lateranus, 363 v. Chr. mit Gnaeus Genucius Aventinensis.